# دلفين مألوف طويل المنقار
الدلفين المألوف طويل المنقار (الاسم العلمي: Delphinus capensis) هو نوع من الحيتانيات، يتبع جنس دلفين شائع.